# Nybøite
La nybøite (simbolo IMA: Nyb) è un raro minerale del supergruppo dell'anfibolo, all'interno del quale viene collocato nel "gruppo degli anfiboli con W(OH,F,Cl)-dominante" e da lì al sottogruppo degli anfiboli di sodio dove occupa un posto nel "gruppo contenente la radice nybøite nel nome"; essendo un anfibolo, appartiene agli inosilicati e pertanto alla famiglia minerale dei "silicati", e possiede composizione chimica NaNa2(Mg3Al2)Si7AlO22(OH)2.
La nybøite è definita con:
- catione sodio dominante in posizione A
- catione magnesio bivalente Mg2+ dominante in posizione C2+
- catione alluminio trivalente Al3+ dominante in posizione C3+
- anione idrossile OH- dominante in posizione W.

## Etimologia e storia
È stata scoperta nella località di Nybø, nel Nordfjord (Norvegia) e approvata dall'Associazione Mineralogica Internazionale (IMA) con il nome di nyböite nel settembre 1980. Il nome è stato modificato in nybøite nell'ambito della revisione della nomenclatura degli anfiboli del 2012 per riflettere la corretta grafia della località di origine.

## Classificazione
La classica nona edizione della sistematica dei minerali di Strunz, aggiornata dall'Associazione Mineralogica Internazionale (IMA) fino al 2009, elenca la nybøite nella classe "9. Silicati (germanati)" e da lì nella sottoclasse "9.D Inosilicati"; questa viene suddivisa più finemente in base alla struttura cristallina del minerale, in modo tale che la nybøite possa essere trovata nella sezione "9.DE Inosilicati con catene doppie di periodo 2, Si4O11; clinoanfiboli" dove forma il sistema nº 9.DE.25.
Tale classificazione resta invariata anche nell'edizione successiva, proseguita dal database "mindat.org".
Nella Sistematica dei lapis (Lapis-Systematik) di Stefan Weiß la nybøite si trova nella classe dei "silicati" e nella sottoclasse degli "inosilicati"; qui il minerale si trova nella sezione di quelli che hanno struttura "[Si4O11] a due bande 6-; gruppo degli anfiboli; anfiboli alcalini" dove forma il sistema nº VIII/F.08.
Anche la classificazione dei minerali secondo Dana, usata principalmente nel mondo anglosassone, elenca la nybøite nella famiglia dei silicati; qui è nella classe degli "inosilicati: catene doppie non ramificate, W=2" e nella sottoclasse degli "inosilicati: catene doppie non ramificate, configurazione anfibolo W=2" dove forma il "gruppo 4, anfiboli di sodio" con il numero di sistema 66.01.03c.

## Abito cristallino
La nybøite cristallizza nel sistema monoclino nel gruppo spaziale C2/m (gruppo nº 12) con i parametri reticolari a = 9,665(1) Å, b = 17,752(2) Å, c = 5,303(1) Å e β = 104,11(1)°.

## Origine e giacitura
La nybøite è stata trovata nell'eclogite associata al clinopirosseno con la quale si è formata nella facies coesite-eclogite in condizioni di alta pressione.
Il minerale è piuttosto raro ed è stato trovato solo in pochi siti: la sua località tipo, Nybø (61.93409°N 5.21711°E) (nel Vestland, Norvegia); a Eberbach (nel Baden-Württemberg, Germania); a Martiniana Po (in Piemonte, Italia); a Tianpu nello Xinyang e a Jianchang nel Lianyungang, entrambi in Cina; sull'Ilimmaasaq (Groenlandia); presso Hpakant nello Stato Kachin (in Birmania).

## Forma in cui si presenta in natura
La nybøite è stata scoperta sotto forma di cristalli. Il minerale è da trasparente a traslucido con lucentezza vitrea; il colore va dal blu al grigio verde, mentre quello del suo striscio è sempre bianco.

## Proprietà ottiche
La nybøite mostra un visibile pleocroismo con colori che vanno dal viola chiaro lungo {\displaystyle x} all'incolore lungo {\displaystyle z}.

## Minerali correlati
La ferro-nybøite possiede composizione chimica simile alla nybøite, NaNa2(Fe2+3Al2)(Si7AlO22(OH)2, ossia ha il ferro ferroso Fe2+ dominante in posizione C al posto del magnesio. Il minerale, pur appartenendo al supergruppo degli anfiboli e al "gruppo contenente la radice nybøite nel nome" non è ancora stato riconosciuto dall'Associazione Mineralogica Internazionale come specie minerale indipendente.